# Vida após a morte

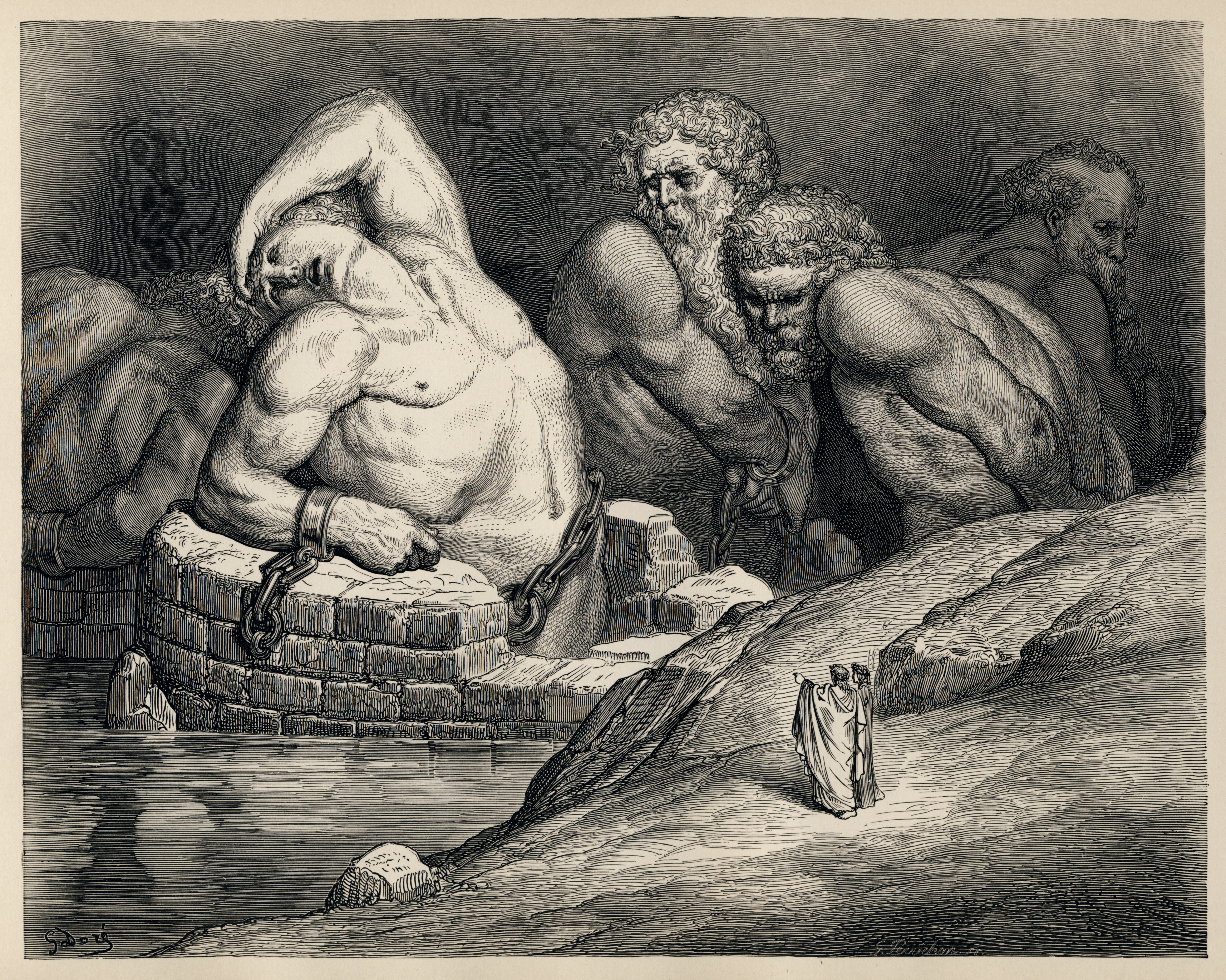
Inferno de Dante, da autoria de Gustave Doré

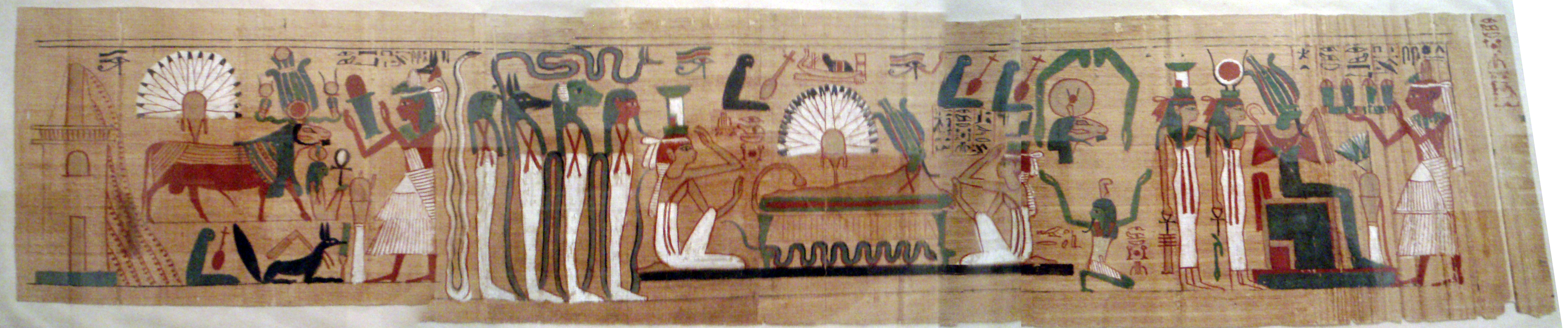
Papiro egípcio descrevendo a jornada para o Além

As expressões vida após a morte (em latim: post mortem), além, além-túmulo, pós-vida, ultravida e outro mundo referem-se à continuidade da alma, espírito ou mente de um ser após a morte física. Os principais pontos de vista sobre o além proveem da religião, esoterismo e metafísica. Sob vários pontos de vista populares, esta existência continuada frequentemente toma lugar num reino espiritual ou imaterial. Acredita-se que pessoas falecidas geralmente vão para um reino ou plano de existência específico após a morte, geralmente determinado por suas ações em vida. Em contraste, o termo "reencarnação" refere-se ao renascimento em um novo corpo físico após a morte, isto é, a doutrina da reencarnação animal um período de existência do ser em outros planos sutis, que ocorre entre duas existências físicas ou renascimentos.
Céticos, tais como ateus e materialistas-reducionistas, e protestantes como adventistas e testemunhas de Jeová, acreditam na impossibilidade da vida após a morte e a declaram como inexistente, sendo ilógica ou incognoscível.

## Tipos de vida após a morte
Existem dois tipos de opinião, fundamentalmente diferentes, sobre a vida após a morte: opinião empírica, baseada em supostas observações, e opinião religiosa, baseada na fé.
- O primeiro tipo baseia-se em supostas observações feitas por humanos ou instrumentos (por exemplo, um rádio ou um gravador de voz, usados em psicofonia).[4] Tais supostas observações são feitas a partir de pesquisa de reencarnação, experiências de quase-morte, experiências extracorporais, projeção astral, psicofonia, mediunidade, várias formas de fotografias etc.[3][5] A investigação acadêmica sobre tais fenômenos pode ser dividida, grosso modo, em duas categorias: a pesquisa física geralmente concentra-se no estudo de casos, entrevistas e relatórios de campo, enquanto a parapsicologia científica está relacionada estritamente à pesquisa em laboratório.[3]
- O segundo tipo baseia-se numa forma de fé, usualmente fé nas histórias que são contadas pelos ancestrais ou fé em livros religiosos como a Bíblia, o Qur'an, o Talmude, os Vedas, o Tripitaka etc. Este artigo trata principalmente deste segundo tipo.

## Vida após a morte em diferentes modelos metafísicos
Nos modelos metafísicos, teístas geralmente acreditam que algum tipo de ultravida aguarda as pessoas quando elas morrem. Os ateus geralmente não acreditam que haja uma vida após a morte. Membros de algumas religiões geralmente não-teístas, como o budismo, tendem a acreditar numa vida após a morte (tal como na reencarnação dos mortos), mas sem fazer referências a Deus.
Os agnósticos geralmente mantém a posição de que, da mesma forma que a existência de Deus, a existência de outros fenômenos sobrenaturais tais como a existência da alma ou a vida após a morte são inverificáveis, e portanto, permanecerão desconhecidos. Algumas correntes filosóficas (por exemplo, humanismo, pós-humanismo, e, até certo ponto, o empirismo) geralmente asseveram que não há uma ultravida.
Muitas religiões, crendo ou não na existência da alma num outro mundo, como o cristianismo, o islamismo e muitos sistemas de crenças pagãos, ou em reencarnação, como muitas formas de hinduísmo e budismo, acreditam que o status social de alguém na ultravida é uma recompensa ou punição por sua conduta nesta vida.

## Vida após a morte em antigas religiões

### Egito Antigo

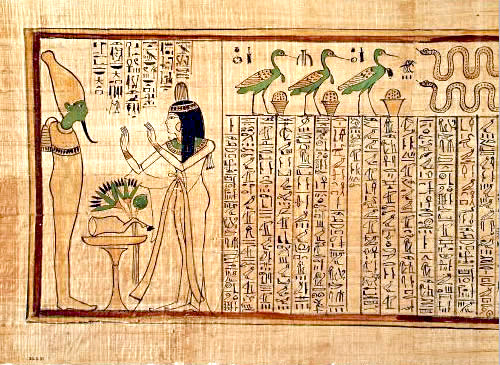
Seção do Livro dos Mortos

A ultravida desempenhava um importante papel na antiga religião egípcia, e seu sistema de crenças é um dos mais antigos conhecidos. Quando o corpo morria, partes de sua alma conhecidos como ka (corpo duplo) e ba (personalidade) iam para o Reino dos Mortos. Enquanto a alma residia nos Campos de Aaru, Osíris exigia pagamento pela proteção que ele propiciava. Estátuas eram colocadas nas tumbas para servir como substitutos do falecido.
Obter a recompensa no outro mundo era uma verdadeira provação, exigindo um coração livre de pecados e a capacidade de recitar encantamentos, senhas e fórmulas do Livro dos Mortos. No Salão das Duas Verdades, o coração do falecido era pesado contra uma pena Shu de verdade e justiça, retirada do toucado da deusa Maet. Se o coração fosse mais leve que a pena, a alma poderia continuar, mas, se fosse mais pesada, era devorada pelo demônio Ammit.
Os egípcios também acreditavam que ser mumificado era a única forma de garantir a passagem para o outro mundo. Somente se o corpo fosse devidamente embalsamado e sepultado numa mastaba, poderia viver novamente nos Campos de Yalu e acompanhar o Sol em sua jornada diária. Devido aos perigos apresentados pela ultravida, o Livro dos Mortos era colocado na tumba, juntamente com o corpo.

### Zoroastrismo
Zaratustra, que viveu na antiga Pérsia por volta do século VII a.C., pregava que os mortos serão devorados pelo terror e purificados para viver num mundo material perfeito no fim dos tempos.
O texto pálavi Julgamentos religiosos (Dadestan-i Denig), datado de cerca de 900 AD, descreve o julgamento particular da alma três dias após a morte, sendo cada alma enviada para o paraíso, inferno ou para um lugar neutro (hamistagan) para aguardar pelo Juízo Final.

### Religião da Grécia Antiga e romana

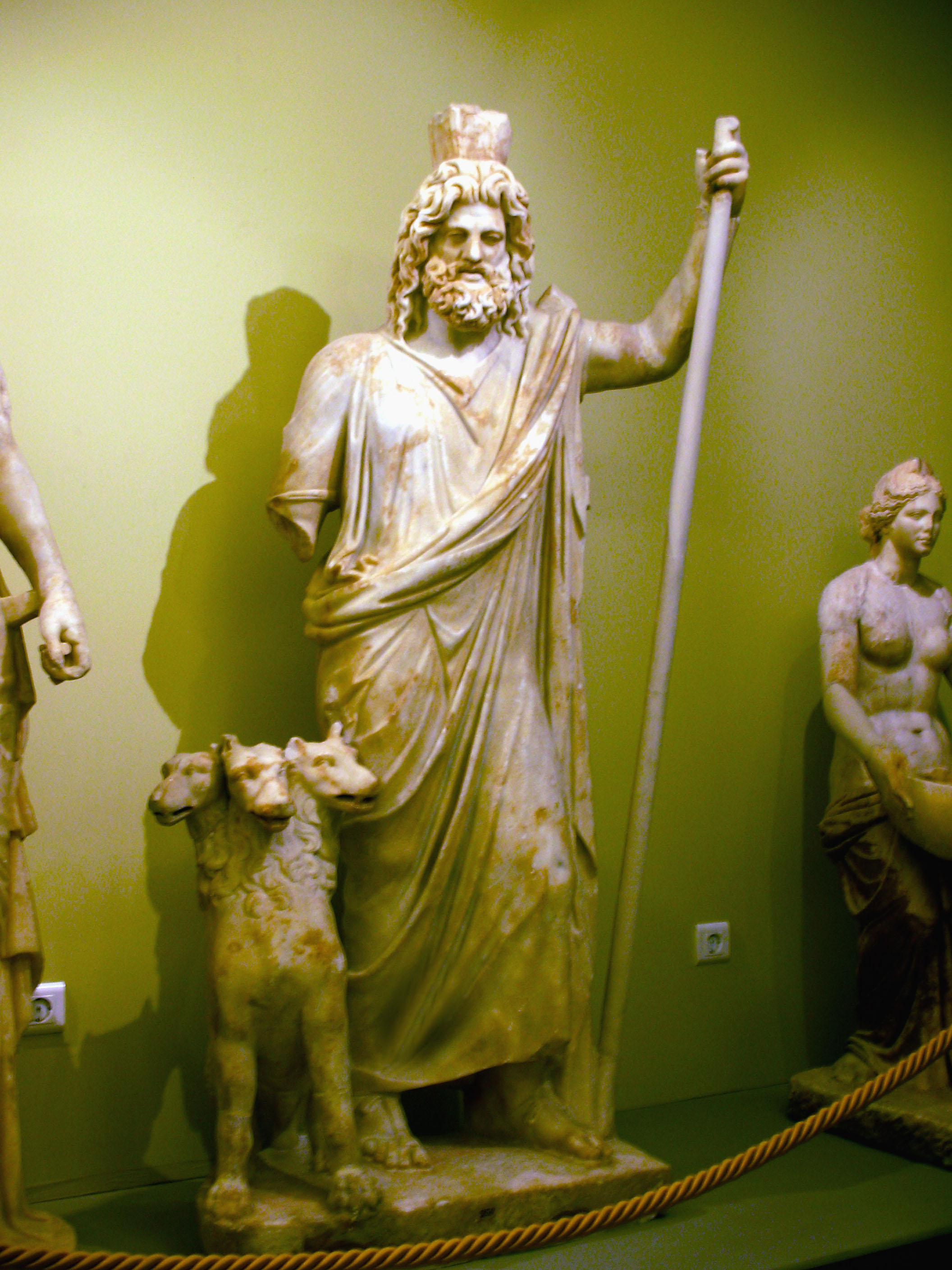
Hades e Cérbero, o cão de três cabeças.

Na Odisseia, Homero refere-se aos mortos como "espectros consumidos". Uma ultravida de eterna bem-aventurança existe nos Campos Elísios, mas está reservada para os descendentes mortais de Zeus.
Em seu Mito de Er, Platão descreve almas sendo julgadas imediatamente após a morte e sendo enviadas ou para o céu como recompensa ou para o submundo como punição. Depois que seus respectivos julgamentos tenham sido devidamente gozados ou sofridos, as almas reencarnam.
O deus grego Hades é conhecido na mitologia grega como rei do submundo, um lugar gélido entre o local de tormento e o local de descanso, onde a maior parte das almas residem após a morte. É permitido que alguns heróis das lendas gregas visitem o submundo. Os romanos tinham um sistema de crenças similar quanto a vida após a morte, com Hades sendo denominado Plutão. O príncipe troiano Enéas, que fundou a nação que se tornaria Roma, visitou o submundo de acordo com o poema épico Eneida.

### Religião nórdica

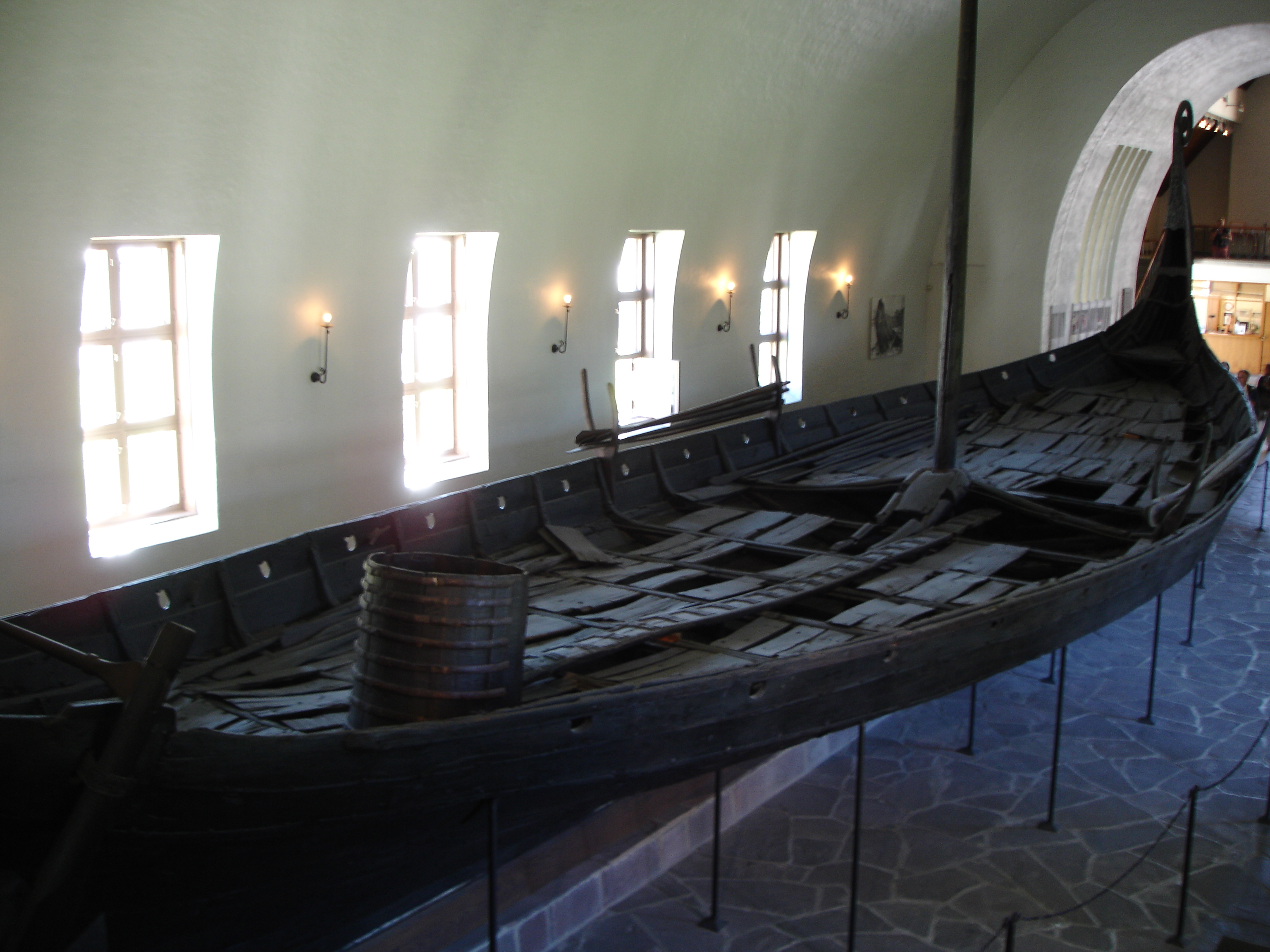
Barco funerário viquingue. Esperava-se que pessoas enterradas nestas embarcações fossem conduzidas em segurança para o Outro Mundo

Os Eddas em verso e em prosa, as mais antigas fontes de informação sobre o conceito nórdico de vida após a morte, variam em sua descrição dos vários reinos que são descritos como fazendo parte deste tópico. Os mais conhecidos são:
- Valhala: (literalmente, "Salão dos Assassinados", isto é, "os Escolhidos"). Esta moradia celestial, de alguma forma semelhante aos Campos Elísios gregos, está reservado aos guerreiros valorosos que morreram heroicamente em batalha.
- Helheim: (literalmente, "O Salão Coberto"). Esta moradia assemelha-se ao Hades da religião grega, com um local semelhante ao "Campo de Asfódelos",[12] onde as pessoas que não se destacaram, seja por boas ou más ações, podem esperar residir após a morte e onde se reúnem com seus entes queridos.
- Niflheim: (literalmente, "O Escuro" ou "Hel Nevoento"). Este reino é grosso modo similar ao Tártaro grego. Está situado num nível inferior ao do Helheim, e aqueles que quebram juramentos, raptam e estupram mulheres, e praticam outros atos vis, serão enviados para lá com outros do seu tipo, para sofrer punições severas.